# 1934 Джеферс
1934 Джеферс (1934 Jeffers) — астероїд головного поясу, відкритий 2 грудня 1972 року.
Тіссеранів параметр щодо Юпітера — 3,366.